# María Eugenia Morales-Puentes
María Eugenia Morales-Puentes (1969) es una bióloga y botánica colombiana. Ha trabajado extensamente con investigaciones en la familia de Sur y Centroamérica de las Meliáceas, y géneros pequeños de Melastomatáceas, también trabaja con briófitos y colecciones biológicas.
En 1992, obtuvo su licenciatura en Biología por la Universidad Pedagógica Nacional, con una síntesis final de graduación sobre Estudio preliminar de la brioflora del Santuario de Flora y Fauna de Iguaque, Boyacá. En 1997, obtuvo el M.Sc. por la Universidad Nacional de Colombia, con la tesis Estudio de la Familia Meliaceae y su potencial de uso para Colombia. Luego en 2010, su Ph.D. por la misma casa de altos estudios, realizando la defensa de la tesis titulada Análisis filogenético de Huilaea Wurdack (Melastomataceae) basado en datos morfológicos y moleculares. Ganó una beca completa con Colciencias e hizo la parte molecular de su tesis doctoral en Estados Unidos.
Desarrolla actividades académicas como docente y directora del Herbario, en la Escuela de Biología, de la Facultad de Ciencias, Universidad Pedagógica y Tecnológica de Colombia.
Antes de comenzar su carrera de bióloga, estudió seis semestres de Artes Plásticas.

## Algunas publicaciones
- 2020. Estructura del bosque altoandino y páramo en el Macizo de Bijagual, Boyacá, Colombia
- 2020. Climatic affinities of Neotropical species of Capparaceae: an approach from ecological niche modelling and numerical ecology
- 2020. A new species of Capparidastrum (Capparaceae Juss.) from the Cauca inter Andean valley of Colombia
- 2020. Distribución altitudinal de musgos en algunos sustratos en Tipacoque, Colombia
- 2019. Phytogeography and Floristic Affinities of Woody Plants in “Los Montes de María”, a Tropical Dry Forest Fragment in the Colombian Caribbean
- 2019. Vegetación de un bosque subandino en Bolívar, Santander-Colombia
- Gil-L PA, ME Morales-P & CN Díaz-P. 2014. Evaluación poblacional y grado de amenaza de Chalybea macrocarpa (Melastomataceae) especie endémica de Colombia. Acta Biológica Colombiana 19(2):125-134. ISSN 0120-548X
- Simijaca-Salcedo DF, DL Vargas-Rojas & ME Morales-P. 2014. Uso de organismos vegetales no vasculares como indicadores de contaminación atmosférica urbana (Tunja, Boyacá, Colombia). Acta Biológica Colombiana 19(2):93-104. ISSN 0120-548X
- Gil Novoa JE & ME Morales-Puentes. 2014. Estratificación vertical de briófitos epífitos de Quercus humboldtii (Fagales: Fagaceae) en el parque natural Municipal “Robledales de Tipacoque” (Boyacá - Colombia). Revista de Biología Tropical, 62(2): 719-727. ISSN 0034-7744
- Alvarado-Fajardo VM, ME Morales-Puentes, EF Larrota-Estupiñán. 2013. Bromeliaceae en algunos muni¬cipios de Boyacá y Casanare, Colombia. Rev. Acad. Colomb. Cienc. 36 (142):5-18. ISSN 0370-3908
- Fabián a. michelangeli Herrera, antoine Nicolas, maría e. Morales-Puentes, david Heriberto. 2011. Phylogenetic Relationships of Allomaieta, Alloneuron, Cyphostyla, and Wurdastom (Melastomataceae) and the Resurrection of the Tribe Cyphostyleae. International J. of Plant Sci. 172 (9 ): 1165 - 1178 ISSN 1058-5893
- zulmary valoyes Cardozo, maría e. Morales-Puentes. 2011. Nuevos registros y redescubrimiento de dos especies de Blakea (Melastomataceae) en Chocó. Rev. Bioetnia 8 (2 ): 163 - 170 ISSN 1990-0561
- diego f. Simijaca, maría e. Morales-Puentes, carlos nelson Díaz. 2011. Líquenes y contaminación atmosférica en la Universidad Pedagógica y Tecnológica de Colombia, Tunja, Boyacá, Colombia. Ciencia En Desarrollo 3 (2 ): 70 - 88 ISSN 0121-7488
- maría e. Morales-Puentes. 2011. Nuevos registros y redescubrimiento de dos especies de Blakea (Melastomataceae) en Chocó. Rev. Bioetnia 8 (2 ): 163 - 170 ISSN 1990-0561
- -------------------------------, darin s. Penneys. 2010. New species of Chalybea and Huilaea (Melastomataceae). Brittonia 62 (1 ): 26 - 34 ISSN 0007-196X
- -------------------------------. 2009. Meliaceae II. Algunas notas y las meliáceas del Choco, Colombia. Rev. Institucional Univ. Tecnológica del Chocó 28 (2 ): 135 - 149 ISSN 1657-3498
- -------------------------------, favio a. González Garavito, Fabián a. michelangeli Herrera. 2008. Una nueva especie de Miconia (Melastomataceae: Miconieae) de Colombia. Brittonia 60 (3 ): 228 - 234 ISSN 0007-196X
- -------------------------------, ---------------------------------, darin s. Penneys, walter s. Judd. 2007. Filogenía de Huilaea Wurdack y Chalybea Naudin (Melastomataceae) y revaluación de su condición endémica para Colombia. Actualidades Biológicas 1 (29 ): 334 ISSN 0304-3584
- -------------------------------, darin s. Penneys, tamara Sandino, Xavier marquinez Casas. 2007. Morfología de inflorescencias y flores en algunas especies de Blakea P.Browne y Topobea Aubl. (Melastomataceae: Blakeeae). Actualidades Biológicas 1 (29 ): 146 ISSN 0304-3584
- -------------------------------, --------------------, -------------------, -----------------------------. 2007. Anatomía de inflorescencias y flores en algunas especies de Blakea P.Browne y Topobea Aubl. (Melastomataceae: Blakeeae). Actualidades Biológicas 1 (29 ): 145 - 146 ISSN 0304-3584
- -------------------------------, --------------------, -------------------, -----------------------------. 2007. Exploración de caracteres anatómico de inflorescencias y flor de Blakeeae (Melastomataceae) filogenéticamente informativos. Actualidades Biológicas 1 (29 ): 76 ISSN 0304-3584
- -------------------------------, favio a. González Garavito, darin s. Penneys, walter s. Judd. 2007. Revaluación de Huilaea Wurdack y Chalybea Naudin (Melastomataceae) como géneros endémicos de Colombia. Actualidades Biológicas 1 (29 ): 74 ISSN 0304-3584
- -------------------------------, -------------------------------. 2005. Redescubrimiento de Chalybea Naudin e implicaciones en la delimitación genérica de Huilaea Wurdack (Melastomataceae). Rev. de la Academia Colombiana de Ciencias Exactas, Físicas y Naturales 29 (111 ): 171 - 178 ISSN 0370-3908
- maría e. Morales-Puentes, santiago Diaz piedrahita. 2002. Una nueva especie de Diplostephium (Asteraceae) para Colombia. Rev. de la Academia Colombiana de Ciencias Exactas, Físicas y Nat. 26 (98): 5 - 7 ISSN 0370-3908 Ed. Univ. Nacional De Colombia Sede Bogotá
- -------------------------------. 2001. Una nueva especie de Trichilia (Meliaceae) para Colombia. Caldasia 23 (2 ): 413 - 418 ISSN 0366-5232
- -------------------------------. 2000. Revalidación de Ruagea tomentosa Cuatrec. (Meliaceae). Rev. de la Academia Colombiana de Ciencias Exactas, Físicas y Naturales 24 (93 ): 500 - 503 ISSN 0370-3908

### Libros y capítulos
- 2019. Biología de los anfibios y reptiles en el bosque seco tropical del norte de Colombia
- 2018. La vida en un fragmento de bosque en las rocas: una muestra de la diversidad Andina en Bolívar, Santander
- 2018. Flora de Aguazul: muestra de diversidad
- 2018. Entre plantas y animales: una muestra de la diversidad del DRMI Rabanal (Boyacá) y el Piedemonte Llanero Sabanalarga (Casanare)
- 2018. Revelando tesoros escondidos: flora y fauna flanco oriental de la Serranía de Los Yariguíes
- 2018. Restauración de ecosistemas de montaña: cultura y ecología desde el páramo y el Piedemonte Llanero
- 2018. Caminando entre huellas de Yariguíes: La gente y la ciencia en la gestión temprana de la restauración ecológica del área protegida
- maría e. Morales-Puentes. 2012. Vida oculta. Una muestra de la flora de Boyacá y Casanare, Colombia -Poliducto Andino. Ed. Búhos Editores vol. 49, 420 pp. ISBN 978-958-660-190-0
- -------------------------------. 2012. Plantas vasculares (Helechos y Angiospermas)" Vida Oculta. Una Muestra De La Flora De Boyacá Y Casanare, Colombia -Poliducto Andino. Ed. Búhos Editorial pp. 156 - 420 ISBN 978-958-660-190-0
- -------------------------------. 2012. Plantas no vasculares. Vida Oculta. Una Muestra De La Flora De Boyacá Y Casanare, Colombia -Poliducto Andino. Ed. Búhos Editorial, vol. 49, pp. 149 ISBN 978-958-660-190-0
- -------------------------------, pablo a. gil Leguizamón, carlos n. Díaz, linda m. torres Salinas, viviana m. alvarado Fajardo, alba l. Hernández Gordillo, sandra y. arias Sanabria. 2011. Guía ilustrada de propagación de especies silvestres del Parque Natural Municipal Ranchería y su área de influencia (Paipa-Boyacá) Colombia. Ed. Búhos Editorial vol. 46, pp. 107 ISBN 978-958-660-186-3
- manuel galvis Rueda, maría e. Morales-Puentes. 2010. Páramos de Boyacá, Flora representativa. Color y majestuosidad de los páramos y bosques altoandinos. Ed. Diseño y Diagramación 225 pp. ISBN 978-958-99352-4-8
- juan c. Zabala, maría e. Morales-Puentes, pablo a. gil Leguizamón. 2010. Lista anotada de angiospermas del Parque Nacional Natural El Cocuy, Boyacá-Colombia. Libro Serie Jóvenes Investigadores N.º 1. Ed. Univ. Pedagógica Y Tecnológica de Colombia Uptc, pp. 113 - 126 ISBN 9789586601597
- matilde lópez Pulido, erika p. torres Moreno, josé Murilloaldana, maría e. Morales-Puentes. 2007. Los helechos y plantas afines de la Reserva Natural Ranchería, Paipa (Boyacá - Colombia). Ed. Univ. Pedagógica y Tecnológica de Colombia vol. 11, 67 pp. ISBN 958-660-119-6
- maría e. Morales-Puentes, victoria e. Osorio, adriana ariza Castaneda. 2001. ''ARAZÁ, Eugenia stipitata McVaugh Especies Promisorias De La Amazonia. Conservación, Manejo Y Utilización Del Germoplasma. Ed. Salvador Rojas G Colciencias, pp. 43 - 51 ISBN 95896882-2-5 en línea
- -------------------------------, --------------------, edgar herney Varon. 2001. UVA CAIMARONA, Pourouma cecropeiaefolia Mart. Especies Promisorias De La Amazonia. Conservación, Manejo Y Utilización Del Germoplasma. Ed. Salvador Rojas G Colciencias, pp. 125 - 132 ISBN 95896882-2-5

## Honores
- 2014. Who's Who in the World 31st Edition 2014 (Recognition), The Marquies Who´s Who Publications Board, noviembre de 2013
- 2005: contraprestación Universidad Nacional de Colombia apoyo otorgado por COLCIENCIAS "Apoyo a la comunidad científica nacional a través de los programas doctorales nacionales 2000-2005" No. 582/2003, Universidad Nacional De Colombia

- 2004: Reconocimiento a la calidad investigativa del grupo de investigación Herbario UPTC, según Resolución Rectoral No. 3518, Univ. Pedagógica Y Tecnológica De Colombia

- 2004. Certificado de Beca A/04/03609 (DAAD scholarship), Deutscher Akademischer Austauschdienst, DAAD

- 2003: Apoyo a la Comunidad Científica, a través de los programas de Doctorados Nacionales No. 43/2003 (2003-2007), COLCIENCIAS, ICETEX, Banco Mundial

- 2002: Premio, Grupos en Formación en la UPTC, Res. Rectoral N.º. 2693, Univ. Pedagógica y Tecnológica de Colombia, Dirección de Investigaciones UPTC-DIN - de 2002

- 1999: distincióna Curadores Honorarios del Herbario PSO, Acuerdo 114 del 26 de agosto de 1999, Universidad de Nariño

- La abreviatura «M.E.Morales» se emplea para indicar a María Eugenia Morales-Puentes como autoridad en la descripción y clasificación científica de los vegetales.[5]